# Volley Treviso 1992-1993

## Risultati ottenuti

### In Italia
- Serie A1: eliminata nelle semifinali dei play-off dal Misura Milano
- Coppa Italia: vincitore in finale contro il Maxicono Parma

### In Europa
- Coppa CEV maschile: vincitore contro il Charro Padova
- Coppa del mondo per club: perde la finale contro la Misura Mediolanum Milano